# Marostica
Marostica es una comuna (municipio) italiana de la región del Véneto, provincia de Vicenza, con 14038 habitantes (censo de 31 de diciembre de 2018). Se extiende por un área de 36 km cuadrados, teniendo una densidad de población de 357 hab/km cuadrado. Limita con Bassano del Grappa, Conco, Lusiana, Mason Vicentino, Molvena, Nove, Pianezze, Salcedo y Schiavon.

## Cultura

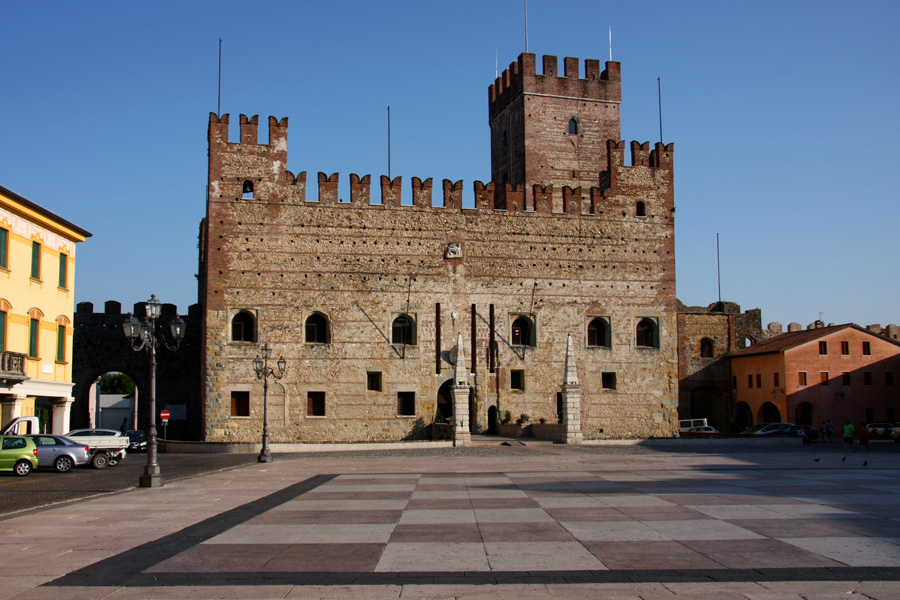
Plaza del ajedrez, Marostica.

En los años pares se disputa una partida de ajedrez de tamaño gigante en una plaza de Marostica, convirtiéndose en un reclamo en toda la región.

## Evolución demográfica
| Gráfica de evolución demográfica de Marostica entre 1861 y 2001 |
|                                                                 |
| Fuente ISTAT - elaboración gráfica de Wikipedia                 |

## Ciudades hermanadas
- São Bernardo do Campo,  Brasil
- Tendo,  Japón
- Mignano Monte Lungo,  Italia
- Montigny-le-Bretonneux,  Francia